# Humour noir et Hommes en blanc
 (avril 2018).
Humour noir et Hommes en blanc est le premier album de Claude Serre.
Pour ce premier album, Claude Serre met en scène le monde de la médecine, en particulier les acteurs de la santé et du paramédical qu'il dépeint dans un ton absurde et caricatural d'humour noir. Les planches y sont presque entièrement dépourvues de texte, c'est donc le dessin qui porte à chaque page la charge évocatrice et humoristique.
L’œuvre est d'abord publiée en 1972 par les éditions du Grésivaudan (à Seyssinet-Pariset dans l'Isère), sous la forme d’un coffret avec des dessins indépendants, avant d'être rééditée par Glénat en 1973, cette fois sous forme d'album avec une préface de Pierre Dac.

## Description
À travers ses dessins — cinquante-six planches en tout —, Serre ausculte une grande partie du corps médical, des urgences à la médecine générale en passant par les professions paramédicales — médecins, chirurgiens, dentistes, masseurs, agents d'entretien des hôpitaux, patients… Sa critique est pratiquée avec le tranchant de l’humour noir. Certaines planches décrivent un mal social, d'autres une maladie physique.
La satire est très présente dans le travail de Claude Serre. Par la suite, il s'attaque avec humour à d'autres milieux, comme celui du sport dans son second album, Le Sport.

## Éditions
Édition originale (coffret)
- Claude Serre, Humour noir et Hommes en blanc, Seyssinet-Pariset, éditions du Grésivaudan, novembre 1972.

Deuxième édition (format oblong, couverture souple)
- Claude Serre, Humour noir et Hommes en blanc, Grenoble, Glénat, décembre 1973.

Troisième édition (format oblong)
- Claude Serre, Humour noir et Hommes en blanc, Grenoble, Glénat, janvier 1975 (ISBN 978-2-7234-3609-0).

Quatrième édition (format oblong)
- Claude Serre, Humour noir et Hommes en blanc, Grenoble, Glénat, octobre 1985 (ISBN 978-2-7234-0484-6).

Cinquième édition (format poche, couverture souple)
- Claude Serre, Humour noir, Paris, J'ai lu, coll. « J'ai lu BD », octobre 1987 (ISBN 978-2-277-33035-6).

Sixième édition (format poche, couverture souple)
- Claude Serre, Humour noir, Paris, J'ai lu, coll. « J'ai lu BD », juillet 1989 (ISBN 978-2-277-33035-6).

## Distinctions
Prix de l’Humour noir Grandville en 1973.